# A puerta fría
A puerta fría es una película española estrenada en 2012 y dirigida por Xavi Puebla.
El título hace referencia al modelo de venta de puerta en puerta en domicilios particulares sin cita previa.
El rodaje se realizó en el Hotel Sevilla Center, donde también vivió parte del equipo durante el rodaje.

## Sinopsis
Salva (Antonio Dechent) es un veterano comercial que vende televisores y cámaras de video, y asiste a una feria de electrónica, la más importante del sector. De ser un vendedor estrella, ha pasado a estar en apuros, y su puesto de trabajo depende de conseguir un gran contrato, para lo que tendrá que vender 200 unidades de producto en dos días. Para ello pide ayuda a Inés (María Valverde), una bella azafata con la que idea un plan en el que está implicado el Sr. Battleworth (Nick Nolte).

## Reparto
- Antonio Dechent como Salva.
- Nick Nolte como Sr. Battleworth
- María Valverde como Inés.
- José Luis García Pérez como Toni.
- Álex O'Dogherty como cliente inglés.
- José Ángel Egido como Fuentes.
- Héctor Colomé como Carmelo.
- Sergio Caballero como Álex.
- Alberto López López como vendedor joven.
- Cesáreo Estébanez como Ridruejo.

## Palmarés cinematográfico
Festival de Málaga de Cine Español
| Categoría                                | Persona                                  | Resultado |
| ---------------------------------------- | ---------------------------------------- | --------- |
| Biznaga de Plata al Premio de la Crítica | Biznaga de Plata al Premio de la Crítica | Ganadora  |
| Biznaga de Plata al Mejor Actor          | Antonio Dechent                          | Ganador   |